# Drávaszentmihály
Drávaszentmihály (horvátul: Mihovljan) falu Horvátországban, Muraköz megyében. Közigazgatásilag Csáktornyához tartozik.

## Fekvése
Csáktornya központjától 2 km-re északra fekszik.

## Története
A település első írásos említése 1367-ben "Sanctus Michael" alakban történt. 1478-ban "Zenth Mihal" néven említik. A csáktornyai uradalomhoz tartozott.
1437 után az uradalommal együtt a Cilleieké, majd a Cilleiek többi birtokával együtt Vitovec János horvát bán szerezte meg, de örökösei elveszítették. 1477-ben Hunyadi Mátyás Ernuszt János budai nagykereskedőnek és bankárnak adományozta, aki megkapta a horvát báni címet is. 1540-ben a csáktornyai Ernusztok kihalása után az uradalom rövid ideig a Keglevich családé, majd 1546-ban Zrínyi Miklósé lett. 1671-ben Zrínyi Pétert felségárulás miatt kivégezték és minden birtokát elkobozták, így a birtok a kincstáré lett.  1715-ben III. Károly a Muraközzel együtt gróf Csikulin Jánosnak adta zálogba, de a király 1719-ben szolgálatai jutalmául elajándékozta Althan Mihály János cseh nemesnek. 1791-ben gróf Festetics György vásárolta meg és ezután 132 évig a tolnai Festeticsek birtoka volt.
1910-ben 475, többségben horvát lakosa volt, jelentős magyar kisebbséggel. A trianoni békeszerződésig Zala vármegye Csáktornyai járásához tartozott. 2001-ben 1235 lakosa volt.

## Nevezetességei
A zsidó közösség 1892-ben vásárolta meg a városon kívüli telket a zsidó temető számára, a mihovljani katolikus temetőtől nem messze. Az új temetőt az akkori legmagasabb színvonalnak megfelelően alakították ki. A temetőben már 1892-ben ravatalozó épült, amely formailag nagyon hasonlított a Csáktornya város területén található régi temetőhöz, de valamivel nagyobb nála. Az új temető ma már kis létszámú közösség számára működik, de már nem önmagában áll, hanem az idők során a városi temető bővítésével beépült vele. A rajta lévő halottasházat 1991-ben bontották le. A hivatalos nyilvántartás szerint a zsidó temető területén a zsidó közösség 173 tagjának sírja található sírkövekkel. A temető viszonylag nagy, jól rendezett és karbantartott. Szabálytalan négyzet alaprajzú, nyugati oldalán található a gazdagon díszített bejárat. Északról és délről falak határolják, melyek mellett szintén sírok találhatók. Sírjai közül kiemelkedik a temető délnyugati sarkában levő négy sírkápolna, az ún. zsidó árkádok.